# 安帕圖約克山 (丘爾坎帕區)
12°40′33″S 74°23′43″W / 12.67583°S 74.39528°W
安帕圖約克山（Ampatuyoc），是秘魯的山峰，位於該國中南部萬卡韋利卡大區，由丘爾坎帕省的丘爾坎帕區負責管轄，屬於安地斯山脈的一部分，海拔高度4,200米。